# Херсонська агломерація
Херсонська агломерація — агломерація з центром у місті Херсон. Простягається вздовж річки Дніпро з центром на правому березі. Головні чинники створення і існування агломерації: річка Дніпро, перепуття головних транспортних шляхів, легка і машинобудівна промисловість. Центр розвиненого сільськогосподарського району.
Міжнародний аеропорт «Херсон».
Складається
- з міст: Херсон, Гола Пристань, Олешки
- з районів: Білозерський район, Голопристанський район, Олешківський район.

Приблизна статистика
- Чисельність населення — 583,8 тис. осіб.
- Площа — 7 409 км².
- Густота населення — 78,8 осіб/км².